# 1er régiment d'infanterie vieux-prussien
Pour les articles homonymes, voir 1er régiment.
Le 1er régiment d'infanterie vieux-prussien est le plus ancien régiment à pied prussien, créé en 1615 sous le nom de Garde margravienne ou Compagnie du Corps et plus tard renforcé pour former un régiment. Par la suite, il est basé à Berlin.

## Histoire
Le régiment est d'abord mis en place en tant que garde de l'électeur sous la désignation de Garde margravienne et aussi de Compagnie du Corps électoral. Ce n'est qu'en 1657/59 qu'il est converti en un véritable régiment. En 1701, elle reçoit le rang de Garde du roi prussien, qu'il perd à nouveau en 1713. Le rang est donné à la Garde du roi. Dès lors, ce régiment s'appelle le régiment à pied Wartensleben ou le Garde du corps de fusiliers blancs.

### Commandants du régiment
- 1655-1657 : Johann von Klingsporn (de)
- 1657-1679 : Gerhard Bernhard von Pölnitz (de)
- 1679-1684 : Wolmar von Wrangel (de)
- 1684-1691 : Hans Adam von Schöning
- 1691-1693 : Heino Heinrich von Flemming
- 1693-1702 : Hans Albrecht von Barfus (de)
- 1702-1723 : Alexander Hermann von Wartensleben
- 1723-1742 : Caspar Otto von Glasenapp
- 1742-1754 : Hans Christoph Friedrich von Hacke
- 1756-1758 : Hans Karl von Winterfeldt
- 1758-1760 : Johann Siegismund von Lattorff (de)
- 1760-1768 : Karl Christoph von Zeuner (de)
- 1768-1776 : Ernst Julius von Koschenbahr (de)
- 1776-1778 : Christian Friedrich von Bandemer (de)
- 1778-1778 : Ludwig Gottlob von Kalckreuth (de)
- 1778-1792 : Hans Ehrentreich von Bornstedt (de)
- 1792-1806 : Johann Ernst von Kunheim

## Appréciation
Malgré la perte du rang de Garde au profit du régiment du roi, il est considéré comme particulièrement respecté, malgré des performances moyennes, par exemple lors de la guerre de Sept Ans. Cela s'explique notamment par les relations étroites entre le général von Winterfeld et le roi. En 1768, il est établi que "quel que soit le rang du chef respectif - dans l'armée, il devait toujours être classé derrière les gardes, suivi du 13e régiment d'infanterie".

## Dissolution
Le régiment est dissous par capitulation en 1806 en tant que 1er régiment à pied von Hacke à Ratekau, le 3e bataillon à Stettin.

## Uniforme
Au XVIIIe siècle, l'uniforme du régiment se compose d'une veste d'uniforme bleue avec des revers de manches, des rabats et des revers de jupe rouges et des cordons blancs. La casquette des grenadiers de l'aile est bleue et blanche, avec une garniture en laiton argenté et un pompon blanc. Le drapeau du régiment est orange.

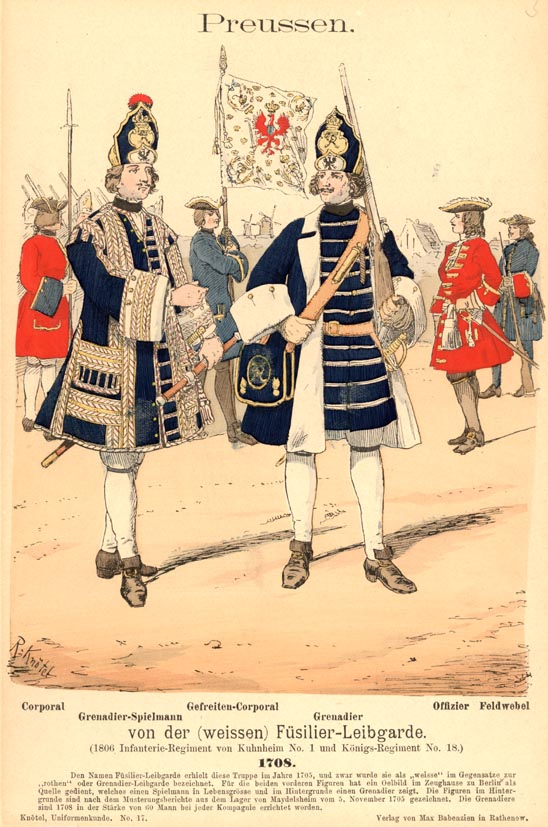
Grenadier-joueur et grenadier de la "weiße Füsilier-Leibgarde" 1708 - Richard Knötel : Uniformenkunde 1890. Volume I, planche 17
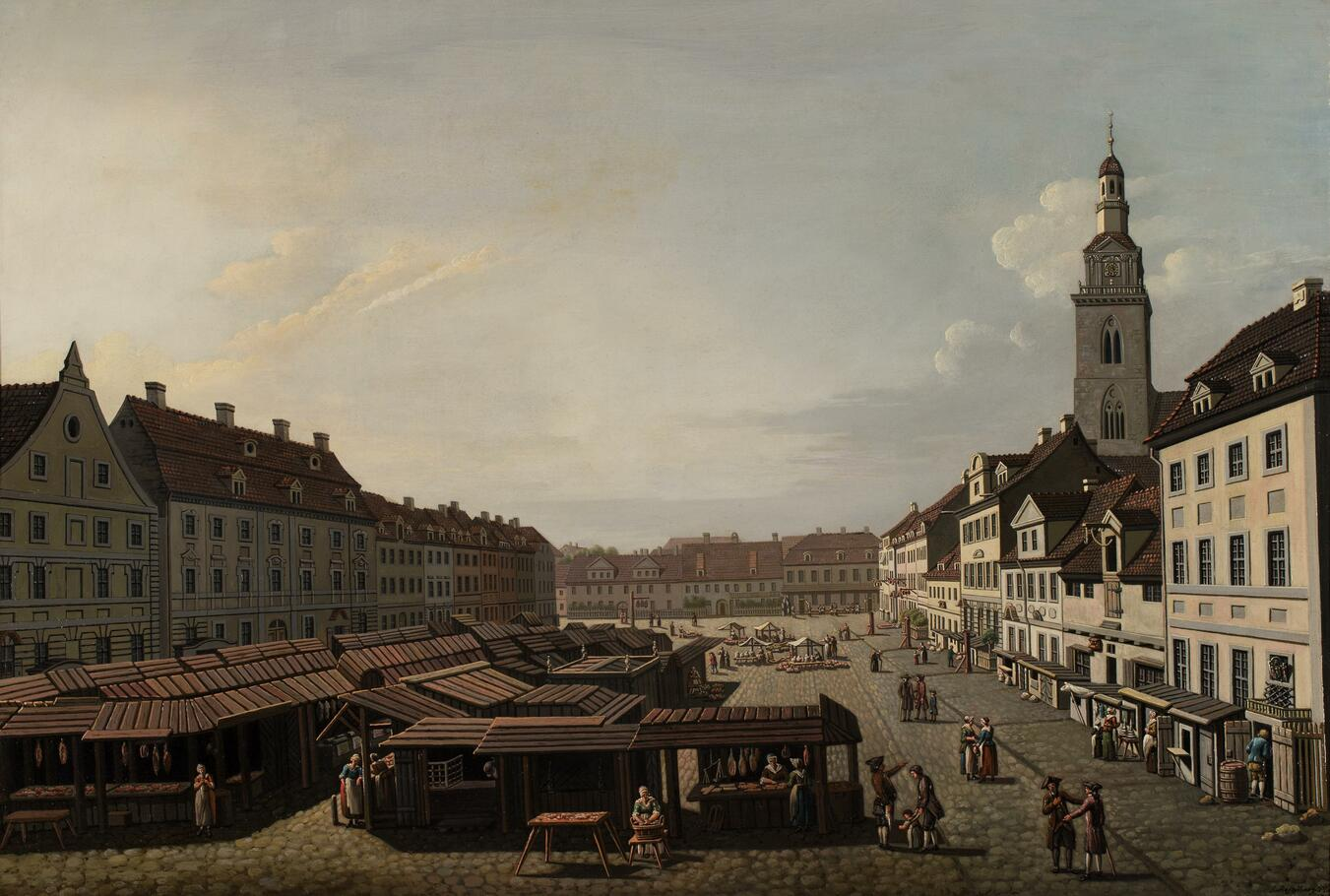
Emplacement de la garnison du régiment à Berlin : Nouveau marché de Berlin (de) vers 1740, tableau de Johann Georg Rosenberg (de)